# Mesfen Tesfaye
Mesfen Tesfaye é um ex-ciclista etiopiano. Competiu na prova individual e por equipes do ciclismo de estrada nos Jogos Olímpicos de 1956, disputadas na cidade de Melbourne, Austrália.